# Grabik
Grabik is een plaats in de gemeente Čazma in de Kroatische provincie Bjelovar-Bilogora. De plaats telt 71 inwoners (2001).